# Horay Gusztáv
Horay Gusztáv (Csák, 1893. december 25. – Budapest, 1968. október 15.) szemész, egyetemi tanár, az orvostudományok kandidátusa (1952).

## Életpályája
Szülei Horay Ferenc és Amon Róza. A Temesvári Kegyestanítórendi Főgimnáziumban érettségizett (1914). Felsőfokú tanulmányait a Budapesti Tudományegyetemen végezte, ahol 1920-ban avatták orvosdoktorrá. 1920 és 1929 között a Pázmány Péter Tudományegyetem I. sz. Szemészeti Klinika egyetemi tanársegéde, 1929 és 1936 között egyetemi adjunktusa volt. 1925–1934 között a Magyar Szemorvosok Társaságának főtitkára, 1945–1948 között elnöke volt. 1928–1935 között a Szemészet című tudományos folyóirat szerkesztője, 1948–1951 között főszerkesztője volt. 1936–1944 között az Igazságügyi Orvosi Tanács szemész szakértője volt. 1936–1946 között a szemészet címzetes nyilvános rendkívüli tanára volt. 1936–1939 között az Országos Társadalombiztosító Intézet (OTI) ellenőrző főorvosa volt. 1939–1941 között a budapesti Szent István Kórház szemész főorvosa volt. 1941–1946 között az Állami Szemkórház igazgató-főorvosa volt. 1946-ban megalakította az Egészségügyi Szakszervezet Szemész Szakcsoportját, amelynek 1946–1949 között elnöke volt. 1946–1950 között a Pázmány Péter Tudományegyetem, illetve a Budapesti Orvostudományi Egyetem I. sz. Szemészeti Klinika nyilvános rendes tanára és a Klinika igazgatója volt. 1950-ben koholt vádak alapján kényszernyugdíjazták, 1956-ban rehabilitálták, de állását nem kapta vissza. 1951–1957 között a budapesti Szövetség utcai Kórház szemorvosa volt. 1957–1967 között a Péterfy Sándor utcai Kórház Szemészeti Osztályának alapító osztályvezető főorvosa volt. 1967-ben nyugdíjba vonult.

### Munkássága
Kiváló orvos volt, több sikeres szemműtétet végzett. Elméleti munkásságát klinikusi éveiben folytatta. Mintegy 60 tudományos közleménye jelent meg. A gyermekkori hályogok, a nagyfokú rövidlátók hályogoperációjáról, a kancsalság elleni műtétekről és a szemtekerezgésről írt tanulmányai ma is fontosak. A szemészet kiskátéja című műve (Budapest, 1928) sokáig használt segédkönyv volt.
A Szentendrei Új Köztemetőben (Szabadság forrás út) nyugszik.

## Művei
- Cataracta röntgenbesugárzás után. – Széli cornea ectasia és degeneratio két esete. – Abscessus sclera (Szemészet, 1922)
- Vaccina-pustulák a szemen (Orvosi Hetilap, 1923. 25.)
- A gyermekkori hályogműtétekről (Orvosi Hetilap, 1924. 1.)
- Múló feszülésemelkedés szaruhártya-bántalmaknál (Orvosi Hetilap, 1924. 7. és Szemészet, 1965)
- A trachoma borszesz-tejsavas kezelésének eredményei (Orvosi Hetilap, 1924. 18.)
- Klinikai tapasztalatok Ponndorf-oltásokkal (Orvosképzés, 1925 és Dolgozatok Grósz Emil egyetemi tanárságának 25. évfordulójára; Budapest, 1925)
- A szem röntgensérüléseiről (Budapesti Orvosi Ujság, 1926)
- A proteintherápia a szembetegségekben (Orvosi Hetilap, 1927. 16.)
- Enopthalmus traumaticus (Orvosi Hetilap, 1927. 48.)
- A tejbefecskendezés alkalmazása a szembajok ellen (Orvosképzés, 1927)
- Néhány klinikai adat az I. számú Szemklinika fiókosztályának tízéves működéséből. – Néhány megjegyzés a nátrium hydrocarbonicum szemészeti alkalmazásához. – Naevus flammeus és glaukoma juvenile. – Mindkét felső szemhéj teljes kifordulása (Szemészet, 1928)
- A szem tintaceruza-sérülése (Orvosi Hetilap, 1928. 1.)
- A szem lúgos sérüléseiről (Orvosi Hetilap, 1928. 15.)
- A szemgolyónak sérüléséből származó besüppedése (Orvosi Hetilap, 1928. 18.)
- A szemészet kiskátéja. Kérdések és feleletek. Az előszót Grósz Emil írta. (Budapest, 1928)[8]
- A Magyar Szemorvos Társaság 25 éves története (Orvosképzés, 1929)
- A keratoconjunctivitis phlyktaenosa és a tuberculosis. – Megjegyzések a trachomának a constitutióhoz való viszonyához (Orvosi Hetilap, 1929. 28.)
- A látászavarok belorvostani vonatkozásai (Orvosi Hetilap, 1929. 30.)
- Az életet veszélyeztető szembajok (Orvosi Hetilap, 1929. 49.)
- A szem vérzéseinek jelentősége (Orvosi Hetilap, 1931. 24.)
- A szemhéjak duzzanatai. – Periphlebitis retinalis luetica tömeges érújdonképzéssel az üvegtestben (Orvosi Hetilap, 1932. 8.)
- Az uvea tuberculosisa. Kórtan és kóroktan (Orvosképzés, 1932)
- A kancsalság operálása. Hétszáz izom-elővarrás műtéti eredményei. – Adatok a neutritis retrobulbaris acuta klinikájához (Szemészet, 1935)
- Az ún. oral sepsis szemészeti vonatkozásai (Fogorvosi Szemle, 1935)
- A szem veleszületett hibái és azok javítása (Orvosi Hetilap, 1935. 28.)
- A szem védelme és ápolása (Egészség, 1936)
- A szem tuberculosisa (Orvosképzés, 1936)
- Gócos fertőzés a szemészetben (Orvosi Hetilap, 1936. 19.)
- Grósz Emil egyetemi tanár 70-ik születésnapja és egyetemi nyilvános tanárságának harmincadik évfordulója alkalmából tartott beszédek. Horay Gusztáv és Imre József beszédei, Grósz Emil válasza (Orvosképzés, 1936)
- A sympathiás ophthalmia pathogenesiséről (Szemészet, 1940)
- Grósz Emil (Budapesti Orvosi Ujság, 1941 és Szemészet, 1941 németül: Ophthalmologica [Basel], 1942)
- Grósz Emil szemészeti problémái. (Orvosok Lapja, 1945)
- Grósz István: A látószerv foglalkozási problémái. Az előszót Vikol János, a bevezetőt Horay Gusztáv írta (Budapest, 1947)
- A nystagmusról (Orvosok Lapja, 1947)
- Szemészet. 1908–1948. Történeti visszatekintés (Szemészeti tanulmányok. Budapest, 1948)
- A százéves szemtükör. – Nagyfokú rövidlátók hályogműtéteiről (Szemészet, 1950)
- A Leber-féle betegségről (Orbán Sándorral; Orvosi Hetilap, 1955. 36.).

## Díjai, elismerései
- Munka Érdemrend arany fokozata (1967)